# Andrea de Adamich
Andrea de Adamich, (n. 3 octombrie 1941, Trieste, Regatul Italiei), este un fost un pilot de Formula 1.
1. ↑  Andrea De Adamich, Discogs, accesat în 9 octombrie 2017